# Янделл, Энид
Энид Янделл (англ. Enid Yandell; 6 октября 1869, Луисвилл, Кентукки, США — 13 июня 1934, Бостон, Массачусетс, США) — американская скульптор.

## Биография
Родилась 6 октября 1870 года в Луисвилле, Кентукки, в семье Лансфорда и Луизы Янделл.
Обучалась в луисвиллском колледже Hampton College, где получила первоначальные знания в искусстве. Затем обучалась в Art Academy в Цинциннати, пройдя четырёхлетнюю программу обучения за два года, окончив этот вуз с медалью в 1889 году. В составе группы женщин-скульпторов «Белые кролики» Энид Янделл помогала Лорадо Тафту в оформлении американского павильона садоводства на Всемирной выставке в Чикаго в 1893 году.
В 1894 году она отправилась в Париж, где училась и работала у Огюста Родена и Фридерика Макмонниса. Также работала с другими скульпторами Академии Витти на Монпарнасе. Позже она часто бывала в Париже и выставлялась на Парижском салоне. В 1898 году Энид Янделл стала первой женщиной — членом Национального общества скульпторов.
Кроме художественной, Энид Янделл занималась и общественной деятельностью. Она способствовала воспитанию будущих художников, основав школу Branstock School в штате Массачусетс в 1908 году. Также она сотрудничала с движением Appui Aux Artists в поддержку художников. Яндел был активным сторонником женского избирательного права и агитировала за избрание президента Калвина Кулиджа. Во время Первой мировой войны она участвовала в Красном Кресте и работала во Франции. После возвращения в Соединенные Штаты она занимала должность директора бюро коммуникаций американского Красного Креста в Нью-Йорке.
Умерла 13 июня 1934 года в Бостоне, Массачусетс. Похоронена на кладбище Cave Hill Cemetery города Луисвилл, Кентукки. У неё были сёстры Maud Yandell (1871—1962) и Elsie Yandell (1874—1939), а также брат Lunsford Yandell (1878—1927). Сестра Элси была замужем за американским архитектором Donn Barber (1871—1925).

## Труды
Энид Яндел была автором достаточно много работ. Некоторые из её произведений находятся в музее Speed Art Museum в Луисвилле, Кентукки.

Некоторые работы
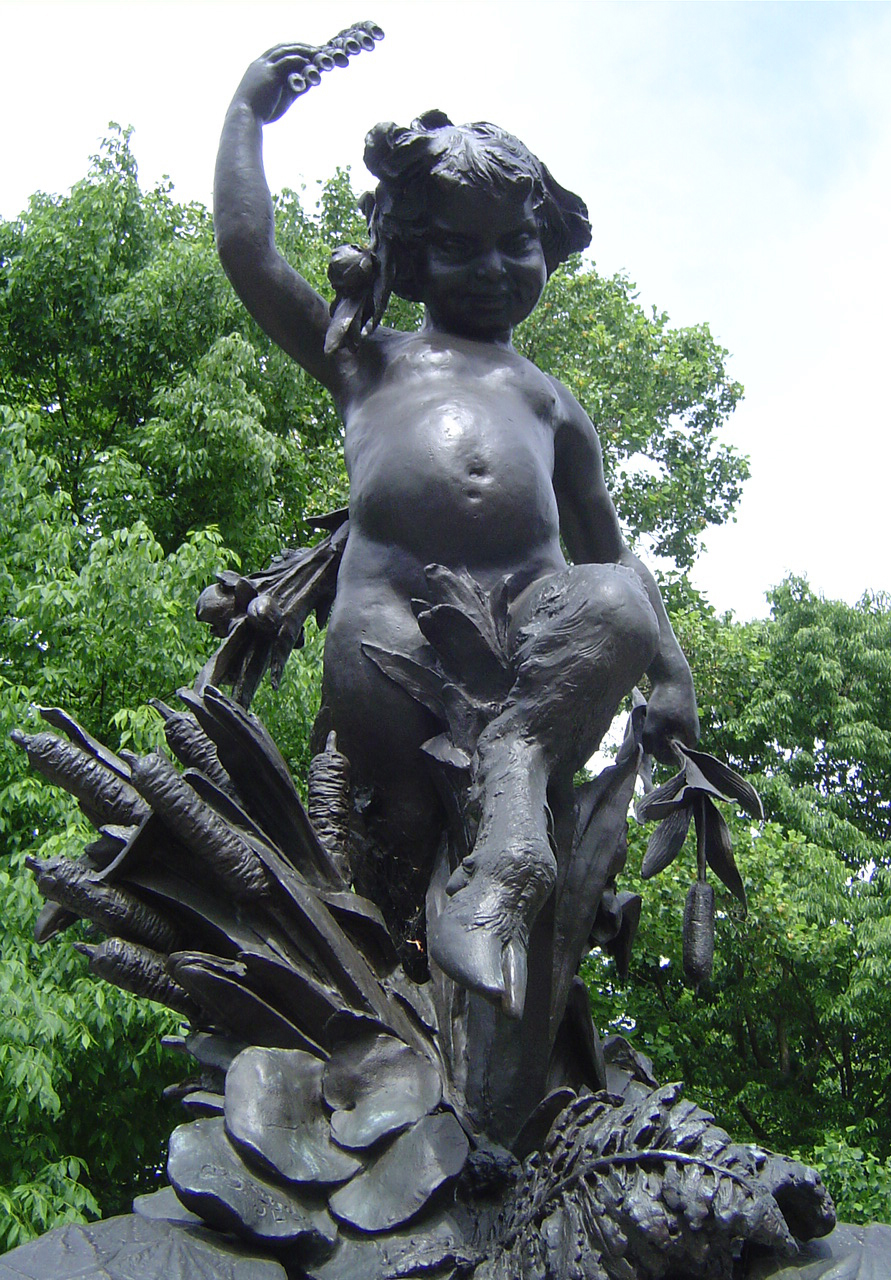
Фигура Пана на фонтане
Скамья для велосипедистов
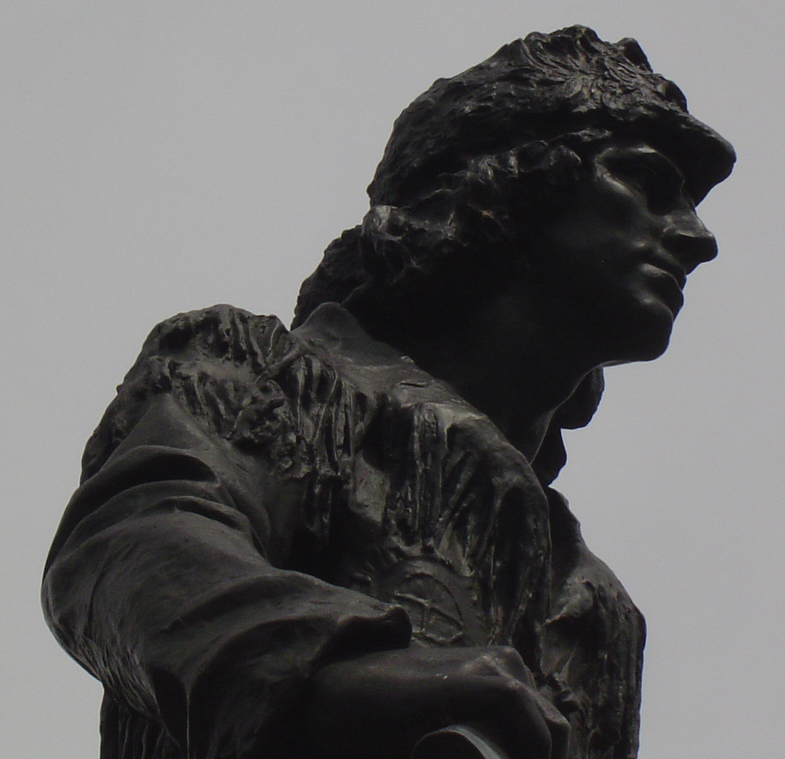
Статуя Даниэля Буна